# Paraechinus
Paraechinus és un gènere d'eriçons originaris de la regió del Sàhara, l'Orient Pròxim i el subcontinent indi. El gènere conté quatre espècies, que són les següents:
- Eriçó del desert (Paraechinus aethiopicus)
- Eriçó de Brandt (Paraechinus hypomelas)
- Eriçó de l'Índia (Paraechinus micropus)
- Eriçó de panxa nua (Paraechinus nudiventris)